# OTO
OTO je edini slovenski celodnevni otroški program s sinhroniziranimi risankami v slovenščini, ki pripada medijski hiši Pro Plus.   

## Program
Na OTO se predvajajo risanke od 6.00 do 24.00. Po polnoči je na sporedu nočni program. 
Nekaj risank, ki jih predvajajo na programu: 
- Smrkci
- Diego
- Dora
- Tri male mucke
- Veliki rdeči pes Clifford
- Pinkalicious
- Molly from Denali
- Zak nevihta
- Moj mali poni
- Spuži Kvadratnik
- Princeske v čarovniški šoli
- Zbrani fantje
- 44 mačk
- Čebelica Maja
- Tačke na patrulji

## Zgodovina
Program je ustvarilo multimedijsko podjetje Pro Plus leta 2011 za naročniški paket POP NON STOP, ki je ponujal šest tematskih programov: POP KINO, POP KINO 2, POP BRIO, POP FANI, POP OTO in POP SPOT. Pro Plus je paketu POP NON STOP s 1. aprilom 2013 spremenil poslovni model in tri najbolj priljubljene programe paketa  – BRIO, OTO in KINO odprl širšemu krogu gledalcev. 